# 1622 Chacornac
Az 1622 Chacornac (ideiglenes jelöléssel 1952 EA) a Naprendszer kisbolygóövében található aszteroida. Schmitt, A. fedezte fel 1952. március 15-én, Uccleban.